# Anoplophora coeruleoantennata
Anoplophora coeruleoantennata là một loài bọ cánh cứng trong họ Cerambycidae.